# Личка, Марцел
Марцел Ли́чка (чеш. Marcel Lička; род. 17 июля 1977, Острава[…]) — чешский футболист и футбольный тренер. Сын чехословацкого футболиста Вернера Лички, брат футболиста Марио Лички.

## Клубная карьера
Марцел Личка начал профессиональную карьеру в родном городе, в остравском клубе «Баник», в котором в своё время 10 лет провёл его отец Вернер; первый официальный матч был сыгран 15 ноября 1997 года. Отыграв в клубе несколько лет, перешёл в 2001 году в пражскую «Славию», с которой стал обладателем Кубка Чехии по футболу 2002 года. Проведя следующие 2 года в нескольких чешских клубах, перешёл в польскую Экстраклассу, став стабильным игроком основы клуба «Гурник» из города Забже. Спустя 2 года Марцел на полсезона перешёл в другой польский клуб, «Дискоболия» из города Гродзиск-Велькопольски, где в это время тренером был его отец. После расставания с «Дискоболией», Марцел несколько лет играл в минорных лигах Испании («UD Horadada», 4 лига Испании) и Франции («Кале», 3 лига Франции на тот момент). 2010 Марцел Личка возвращается в чемпионат Чехии в составе «Кладно», где и завершил карьеру, сыграв последний матч 15 мая 2010 года. Всего в карьере провёл 164 матча в чемпионатах Чехии, 30 матчей в Экстраклассе, 4 матча (и 1 гол) в Лиге Европы.

## Карьера в сборной
В составе молодёжной сборной Чехии (U-21) провёл 12 игр, в том числе 6 товарищеских и 6 в стадии отбора на молодёжный чемпионат Европы 2000 года, однако в финальной части турнира в команду не вызывался. Голов за сборную не забивал.

## Тренерская карьера
Тренерскую карьеру начал в 2013 году в клубе из шестой лиги Чехии «Кунице», в 2015—2016 годах тренировал клуб «Хмел» из посёлка Блшаны (4-й дивизион Чехии). Параллельно с тренерской работой выступал как эксперт на чешском телевидении. В сезонах 2015/16 и 2016/17 был ассистентом тренера (которым являлся его отец) в клубе «Радомяк» из Радома.
В начале 2018 года был приглашён в качестве ассистента тренера в «Динамо-Брест» (ассистировал Радославу Латалу). После отставки Латала Марцел Личка остался в клубе на позиции ассистента главного тренера, помогая в тренерском процессе сначала Сергею Ковальчуку, а затем Алексею Шпилевскому. После отставки последнего летом 2018 года Марцел остался исполняющим обязанности главного тренера до конца сезона. В сезоне 2019 Марцел был назначен главным тренером. Трижды признавался лучшим тренером месяца чемпионата Беларуси 2019 (в мае, июне и сентябре). Под его руководством команда завоевала Суперкубок Беларуси и впервые стала чемпионом страны, прервав серию из 13 титулов БАТЭ, однако клуб принял решение не продлевать контракт с чешским специалистом на следующий сезон.
28 августа 2020 года возглавил «Оренбург», выступавший на момент его прихода в ФНЛ. По итогам сезона 2020/21 клуб под его руководством занял второе место, позволяющее по спортивному принципу выйти в РПЛ, но из-за изменений в регламенте, принятых в середине сезона, подопечные Лички остались в ФНЛ. Следующий сезон ФНЛ «Оренбург» завершил на 3-м месте в турнирной таблице, но сумел завоевать путевку в Премьер-лигу, одолев в стыковых матчах «Уфу». Первый сезон после возвращения в Премьер-лигу «Оренбург» под руководством Лички завершил на 7-м месте, повторив лучший результат в своей истории.
22 июня 2023 года подписал трёхлетний контракт с московским «Динамо». В сезоне 2023/24 команда завоевала бронзу чемпионата России, до последнего тура ведя борьбу за золото. 1 мая 2025 года «Динамо» объявило об увольнении Лички с поста главного тренера.
1 июля 2025 года было объявлено, что Личка стал главным тренером турецкого клуба Фатих Карагюмрюк из Стамбула, вернувшегося в 2025 году в турецкую Суперлигу. Контракт рассчитан на 2 года.

## Достижения

### Как игрок
- Обладатель Кубка Чехии: 2002

### Как тренер
«Динамо-Брест»
- Чемпион Беларуси: 2019
- Обладатель Суперкубка Беларуси: 2019

«Динамо» (Москва)
- Бронзовый призёр чемпионата России: 2023/24

## Тренерская статистика
| Команда         | Начало работы   | Завершение работы | Показатели | Показатели | Показатели | Показатели | Показатели |
| Команда         | Начало работы   | Завершение работы | М          | В          | Н          | П          | % побед    |
| --------------- | --------------- | ----------------- | ---------- | ---------- | ---------- | ---------- | ---------- |
| Динамо-Брест    | 12 августа 2018 | 9 декабря 2019    | 48         | 35         | 9          | 4          | 072,92     |
| Оренбург        | 28 августа 2020 | 22 июня 2023      | 117        | 66         | 21         | 30         | 056,41     |
| Динамо (Москва) | 22 июня 2023    | 1 мая 2025        | 78         | 40         | 17         | 21         | 051,28     |
| Итого           | Итого           | Итого             | 243        | 141        | 47         | 55         | 058,02     |